# Jeu de paume

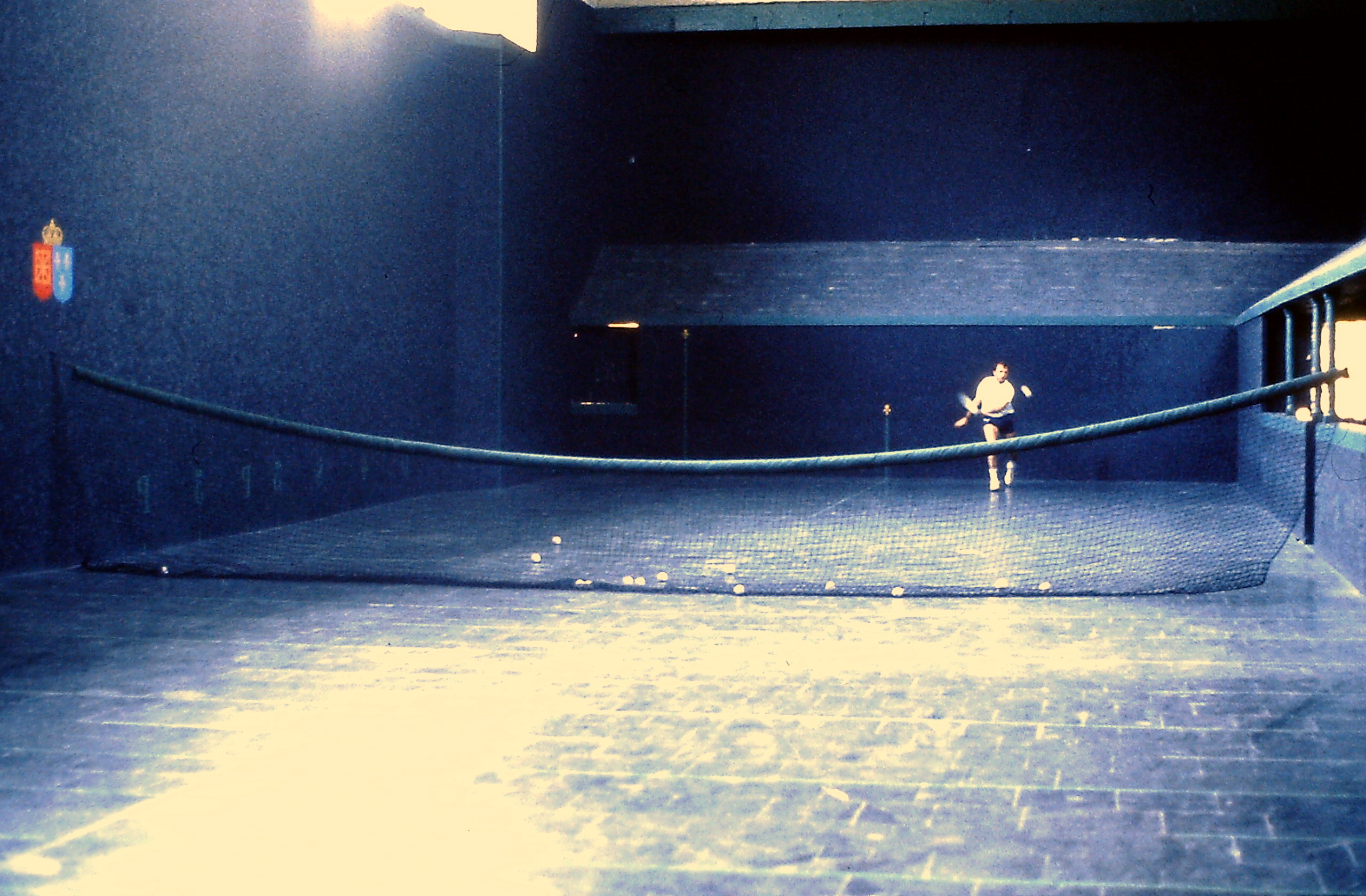
Zmodernizowane boisko do gry w real tennis w Fontainebleau (wrzesień 1991).

Jeu de paume (fr. gra ręką) – stara francuska gra sportowa polegająca na odbijaniu piłki przez siatkę początkowo gołą dłonią, a w późniejszym czasie za pomocą rakietki.

## Historia

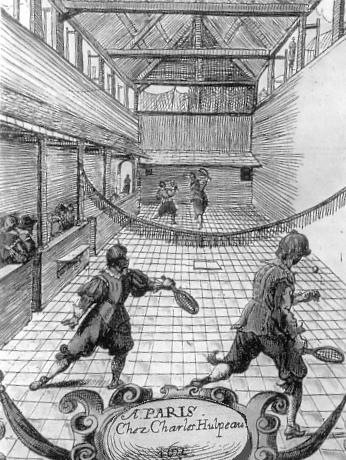
Jeu de paume w XVII w.

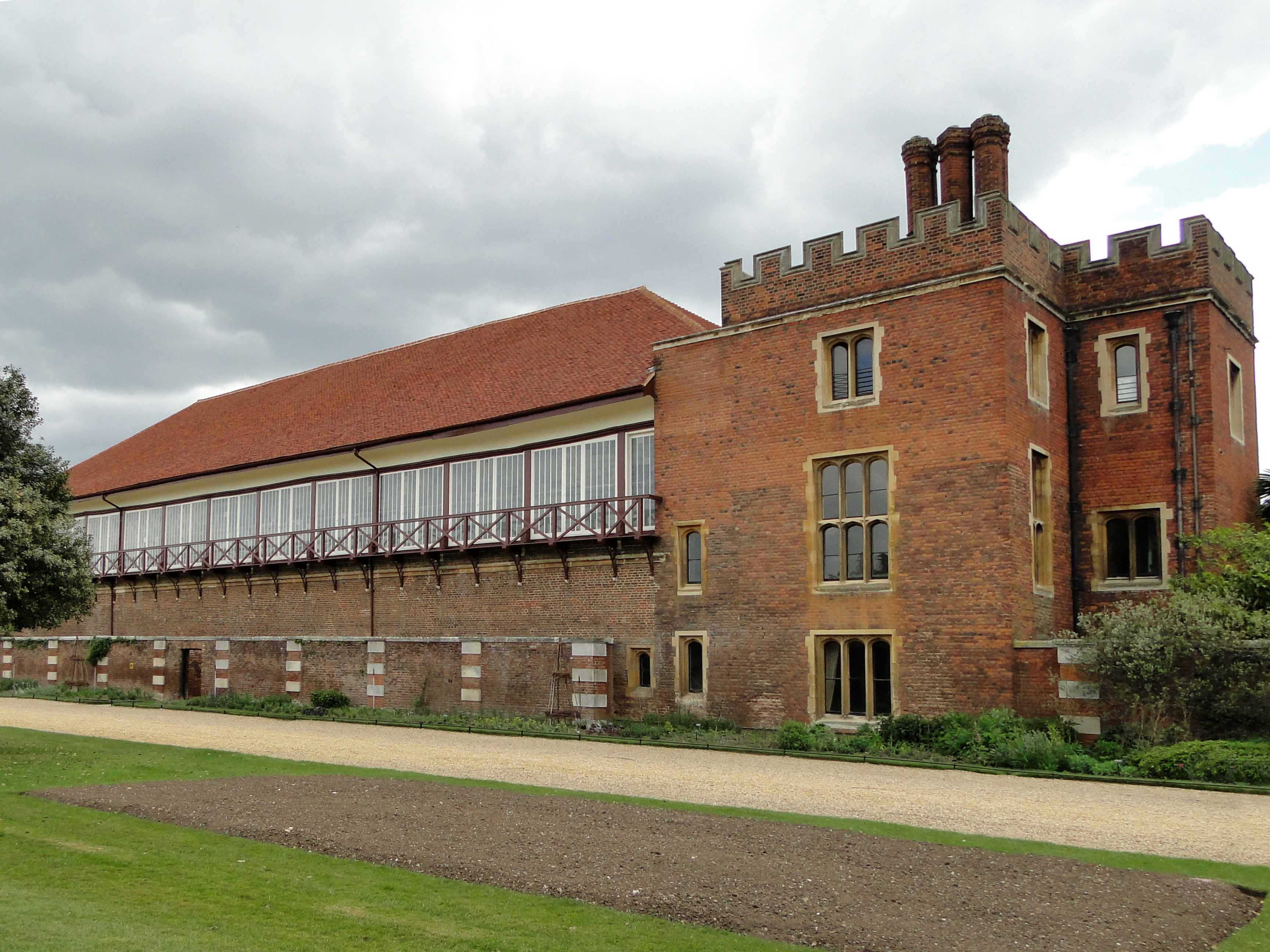
Kort do gry w real tennis w Hampton Court pod Londynem

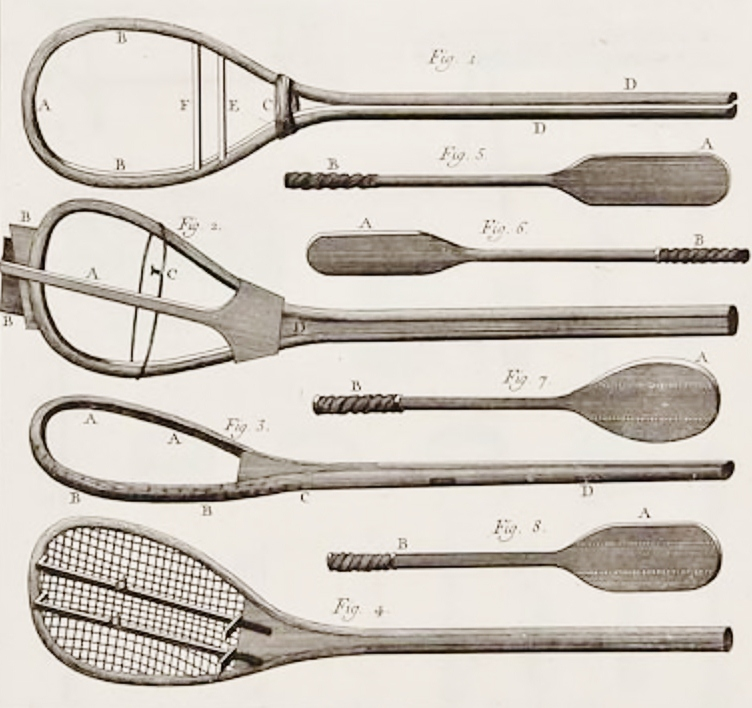
Rakietki do Jeu de paume.

Znane są dwie wersje tej gry: rozgrywana na otwartych placach – długa (longue paume, fr. długa dłoń) i rozgrywana w zamkniętych pomieszczeniach – krótka (courte paume, fr. krótka dłoń), w przypadku której kryty kort wyłożony był kamiennymi płytkami pomalowanymi na czerwono krwią wołu. W samym Paryżu około roku 1600 istniało kilkaset sal do gry. Na igrzyskach olimpijskich rozgrywano zawody tylko w wersji krótkiej. W grze w tej wersji uczestniczyli dwaj zawodnicy rozdzieleni siatką o wysokości 0,915 m, a zawody odbywały się w hali o wymiarach 28,5 × 9,5 m. Piłka odbita od ścian hali pozostawała nadal w grze.
Początkowo partia jeu de paume składała się z 24 gier, te zaś z 4 punktów, każdy liczony jako 15 – na wzór czterech kwadransów jednej godziny. Przy stanie 45:45 w danej grze do zwycięstwa potrzebna była przewaga dwóch punktów. Obniżano wtedy stan gema do 40:40, a kolejne punkty liczone były nie jako 15, ale jako 10. Jeśli dochodziło do równowagi przy wyniku 50:50, ponownie wracano do stanu 40:40. Podobna zasada obowiązywała przy stanie 23:23 w gemach – powracano do wyniku 22:22, a do końcowego zwycięstwa konieczne było objęcie dwugemowej przewagi. Z czasem zmniejszano liczbę gemów do 12, a ostatecznie do 6 gier.
Z czasem zaczęto posługiwać się angielską nazwą „real tennis” (Wielka Brytania), „royal tennis” (Australia) i „court tennis” (Stany Zjednoczone).
Obecnie w real tennis można zagrać w około 50 lokalizacjach na całym świecie.
Zbudowany w 1625 dla króla Karola I kort do gry w real tenisa w Hampton Court przetrwał do naszych czasów i do dziś jest używany.

## Jeu de paume na igrzyskach olimpijskich
Dyscyplina ta znalazła się w programie olimpijskim tylko jeden raz, w 1908 roku, a startowali wtedy wyłącznie mężczyźni. Zwyciężył Jay Gould II z USA.